# Pfaffengrundbach (Gailbach)
Der Pfaffengrundbach ist ein rechter Zufluss des Gailbachs in Aschaffenburg in Bayern.

## Verlauf
Der Pfaffengrundbach entspringt östlich von Gailbach. Er fließt in westliche Richtung und mündet in Gailbach in den Gailbach.